# Пиньон, Нелида
Не́лида Пиньон (порт.-браз. Nélida Piñon; 3 мая 1937, Рио-де-Жанейро, Бразилия — 17 декабря 2022, Лиссабон, Португалия) — бразильская писательница.

## Биография
Родилась в семье эмигрантов из Галисии, выходцев из провинции Понтеведра (их опыт позднее воссоздан в её романе «Республика снов», 1984). Имя писательницы — анаграмма имени её деда, Daniel. Закончила философский факультет Католического университета в Рио-де-Жанейро, затем училась в Колумбийском университете. Занималась журналистикой. Преподавала в США — в Гарвардском университете, университете Джонса Хопкинса, Колумбийском университете и др., а также в университетах Франции, Испании, Перу.

## Произведения

### Романы
- Guia-mapa de Gabriel Arcanjo (1961)
- Madeira feita de cruz (1963)
- Fundador (1969)
- A casa da paixão (1977)
- Tebas do meu coração (1974)
- A força do destino (1977)
- A república dos sonhos (1984)
- A doce canção de Caetana (1987)
- Vozes do deserto (2004)

### Рассказы
- Tempo das frutas (1966)
- Sala de armas (1973)
- O calor das coisas (1980)
- O pão de cada dia: fragmentos (1994)
- Cortejo do Divino e outros contos escolhidos (2001)

### Мемуары
- Coração Andarilho (2009)

### Эссе
- O presumível coração da América (2002)
- Aprendiz de Homero (2008, премия Casa de las Americas; исп. пер. 2008)

## Публикации на русском языке
- Сладкая песнь Каэтаны: Роман. М.: Радуга, 1993

## Признание
В 1990 была избрана в Бразильскую Академию литературы и языка, в 1996—1997 стала первой женщиной, которая Академию возглавляла. Лауреат многочисленных национальных и международных премий, среди которых — премия Хуана Рульфо (1995), Литературная премия принца Астурийского (2005). Почётный доктор университетов Пуатье, Монреаля, Сантьяго-де-Компостела, Национального автономного университета Мехико (2007). Её произведения переведены на английский, немецкий, испанский, итальянский и др.языки.